# Кузијано (Тренто)
Кузијано је насеље у Италији у округу Тренто, региону Трентино-Јужни Тирол.
Према процени из 2011. у насељу је живело 393 становника. Насеље се налази на надморској висини од 951 м.